# Avusrennen 1931
L'Avusrennen 1931 est un Grand Prix qui s'est tenu sur le circuit de l'Avus le 2 août 1931.

## Grille de départ
| 1re ligne | Pos. 1                        |               | Pos. 2             |                      | Pos. 3           |                      | Pos. 4              |                          |
|           | Von Brauchitsch Mercedes-Benz |               | Von Morgen Bugatti |                      | Hartmann Bugatti |                      | Stuck Mercedes-Benz |                          |
| 2e ligne  |                               | Pos. 5        |                    | Pos. 6               |                  | Pos. 7               |                     | Pos. 8                   |
|           |                               | Zichy Bugatti |                    | Zu Leiningen Bugatti |                  | Winter Mercedes-Benz |                     | Caracciola Mercedes-Benz |
| 3e ligne  | Pos. 9                        |               | Pos. 10            |                      | Pos. 11          |                      | Pos. 12             |                          |
|           | Wälti Bugatti                 |               | Kotte Maserati     |                      | Broschek Bugatti |                      | Burggaller Maserati |                          |

## Classement de la course
| Pos. | no | Pilote                      | Écurie              | Châssis            | Tours | Temps/Abandon     | Grille |
| ---- | -- | --------------------------- | ------------------- | ------------------ | ----- | ----------------- | ------ |
| 1    | 37 | Rudolf Caracciola           | Daimler-Benz AG     | Mercedes-Benz SSKL | 15    | 1 h 35 min 7 s 6  | 8      |
| 2    | 32 | Heinrich-Joachim von Morgen | German Bugatti Team | Bugatti T35B       | 15    | + 4 min 42 s 3    | 2      |
| 3    | 36 | Manfred von Brauchitsch     | Daimler-Benz AG     | Mercedes-Benz SSKL | 15    | + 7 min 24 s 6    | 1      |
| 4    | 42 | Albert Broschek             | Privé               | Bugatti T35B       | 15    | + 16 min 24 s 8   | 11     |
| 5    | 41 | László Hartmann             | Privé               | Bugatti T35B       | 15    | + 16 min 30 s 6   | 3      |
| 6    | 43 | Tivador Zichy               | Privé               | Bugatti T35C       | 15    | + 17 min 30 s 2   | 5      |
| 7    | 34 | Max Wälti                   | Privé               | Bugatti T43        |       |                   | 9      |
| Abd. | 31 | Ernst Burggaller            | German Bugatti Team | Bugatti T35B       |       |                   | 12     |
| Abd. | 39 | Hans Stuck                  | Daimler-Benz AG     | Mercedes-Benz SSKL | 8     |                   | 4      |
| Abd. | 33 | Hermann zu Leiningen        | German Bugatti Team | Bugatti T35C       | 6     |                   | 6      |
| Abd. | 35 | Ernst Kotte                 | Privé               | Maserati 26M       | 5     | Boîte de vitesses | 10     |
| Abd. | 38 | Eugen Winter                | Privé               | Mercedes-Benz SSK  |       |                   | 7      |

## Pole position & Record du tour
- Pole position :  Manfred von Brauchitsch attribué par ballotage.
- Record du tour :  Rudolf Caracciola en 5 min 59 s 3.